# ヘルゴラント海戦 (1914)
ヘルゴラント海戦（ヘルゴラントかいせん、Seegefecht bei Helgoland）は、第一次世界大戦中の1914年8月28日、ヘルゴラント島（英：ヘリゴランド島）沖合いの北海で起きたイギリス海軍とドイツ海軍との海戦である。圧倒的に軍事的優位に立つイギリス海軍が、ドイツ海軍を罠にかけ、3隻の軽巡洋艦と水雷艇を撃沈することに成功した。
なお、英語での呼称は「Battle of Heligoland Bight」となっているが、英語で「ヘリゴランド湾 (Heligoland Bight)」と呼ばれる湾は、ユトランド半島南部、ホルシュタイン地方からオランダ国境までの北海に面したドイツ領が形作る湾のことで、ドイツでは一般的に「ドイツ湾 (Deutsche Bucht)」と呼ばれ、その入り口にヘリゴランド島があることからその名がついた。
ヘリゴランド湾には東からエルベ川が南からヴェーザー川が流れ込んでおり、エルベ河口にはブルンスビュッテル軍港が、ヴェーザー河口に近いヤーデ湾にはヴィルヘルムスハーフェン軍港がある。

## 計画
ヘリゴランド湾では、ドイツの水雷艇数艇が昼夜を分かたず、二交代の体制で軽巡洋艦の護衛の下に警戒のため巡回しており、その状況は、イギリスの潜水艦によって監視されていた。その沖合いのドイツ軍の警戒水域は、ヘリゴランド島の西側ほぼ25海里のところにあり、第1水雷隊の9隻の水雷艇が警戒に当たり、ヘリゴランドに12海里のところでは第3掃海隊群の艦艇が常時警戒に当たっていた。これらの艦艇は、通報艦ヘラ、防護巡洋艦アリアドネ、フラウエンロープ、シュテッティンなどで構成されていた。さらに8隻の軽巡洋艦が、エムス、ブルンスビュッテル、もしくはヤーデーデに待機していた。
ヤーデには、ドイツの巡洋戦艦が配備されていたが、ヤーデの沖合いは遠浅の海域で、浅瀬のため出るに出られず、目立たないように隠れていた。イギリスの潜水艦隊の司令官ロジャー・キーズ代将が、ドイツ側をわなに誘い出すための作戦を計画した。
ヘリゴランド島は、実のところ強固な守備体制を採っているが、島の砲台の射程外では圧倒的優位に立つイギリス艦隊にとって、ドイツ艦隊は容易い獲物になる。イギリス潜水艦隊とハリッチ戦隊は、ティリット代将の下に、ドイツ艦艇を岸から誘い出して挟み撃ちにする作戦を立てた。
何隻かの戦艦が、これらの艦艇をドイツ軍の増援部隊の到着を妨げること、これにはグランドフリートが遠距離から支援することになった。キイス代将は、この計画をイギリスの初代海軍大臣ウィンストン・チャーチルに提出し、裁可を得ていた。計画は、それでもなおダブトン・スターディー作戦部長によって修正が加えられ、支援はC部隊（C Force、5隻の旧型の装甲巡洋艦）と巡洋戦艦インヴィンシブル、同ニュージーランドを擁するK部隊（K Force、ゴードン・ムーア少将指揮）が当たるということになった。グランドフリート本隊を出動させるまでの必要性はない、と考えたのである。
イギリス軍の攻撃は、8月28日に予定された。ティリット代将の部隊とキイス代将の部隊は、26日と27日にそれぞれ出撃。先陣は、就役したばかりの軽巡洋艦アリシューザ、これを旗艦とした。その他に軽巡洋艦フィアレスと31隻の駆逐艦、第二陣は、8隻の潜水艦だった。当然、グランドフリート司令長官、ジョン・ジェリコー大将には報告されたが、それは作戦実行の8月26日になってからのことであった。
ジェリコー提督は、ドイツ軍の基地にこれほど接近して展開される作戦の成功への見込みが希薄すぎると考え、大英帝国艦隊の投入を提案した。その案については、スターディーがその必要なしと答えたが、希望ならばさらに巡洋戦艦の増援もやぶさかではないと答えた。ジェリコーは、チャーチル海軍大臣に自分はティリット代将とキイス代将を支援するために、デイヴィッド・ビーティー中将率いる巡洋戦艦の一戦隊とウィリアム・グーデナフ代将の軽巡洋艦の一戦隊を増援に派遣すると報告した。海軍大臣は、あろうことかこの件をティリット代将とキイス代将に知らせるのを失念してしまった。
ドイツの諜報部門は、このハリッチ艦隊の動きを察知し、イェーデに待機していたドイツ軍の戦艦に警報を送っていた。いずれの側も他方をわなにかけようとしていたのである。

## 戦闘
8月28日の夜明け、浮上したイギリスの潜水艦が、ヘリゴランド島西30海里の地点に到着した。濃い朝霧のため視界は悪く、1,000mもないかの状態であった。最初の遭遇は、5時26分頃である。イギリスの潜水艦E26が、水雷艇G194を目視で確認、発砲したが命中せず、水雷艇の側でも潜水艦に魚雷で応酬しようと試みるが不首尾。水雷艇からの通報で、ヘリゴランド島から第5水雷隊が潜水艦狩りに出撃してきた。それからおよそ1時間遅れで、水雷艇G194はまもなく4隻のイギリス駆逐艦に遭遇、それに追い立てられるようにして南西方向に逃走する。ヘリゴランド湾の防衛責任者のフランツ・フォン・ヒッパー海軍少将は、これは駆逐艦だけで対処できる事態とみなし、水雷艇に2隻の防護巡洋艦フラウエンロープとシュテッティンを支援に行かせ、それ以上の対応を取らなかった。
ヴィルヘルムスハーフェンでは、視界は完全に晴れ渡っているとのことで、フランツ・フォン・ヒッパーは、これはヘリゴランドと状況は同じで、巡洋艦は優位に立つ敵を適宜に確認し、それを回避できるだろうと考えた。しかし、ヴィルヘルムスハーフェンにイギリス艦隊発見の報告がなされたのは、昼を過ぎた頃で、干潮のため、巡洋戦艦は水深が浅すぎて出撃できず、適切なタイミングでそれを追撃することができなかった。
午前7時頃、ドイツの第5水雷隊は、突如、イギリスの軽巡洋艦アリシューザと駆逐艦の一隊に遭遇し、戦闘の末、ヘリゴランド島に退却した。その際に水雷艇S13とV1が被弾し、かなりの損傷を受けた。これに対してドイツの沿岸砲台は、霧のためほとんど応戦することができなかった。偵察巡洋艦フィアレスおよびその支援艦艇は北方を並行して進行していたが、戦闘には加われなかった。イギリス軍は、それに続いてドイツの第二の防衛ラインに到達したが、8時直前になって漸く小型巡洋艦フラウエンロープ、同シュテッテンに捕捉された。偵察巡洋艦フィアレスは、直ちにシュテッテンを目標に定め、自艦をヘリゴランド島方向に旋回しようとした。その間、小型巡洋艦フラウエンロープが、軽巡洋艦アリシューザに多数の命中弾を与えていた。アリシューザはこれでかなりの損傷を蒙る。イギリス軍は、これで反転を余儀なくされ、軽巡洋艦アリシューザは、8時30分頃手負いの敵艦の追撃を諦めるに至った。

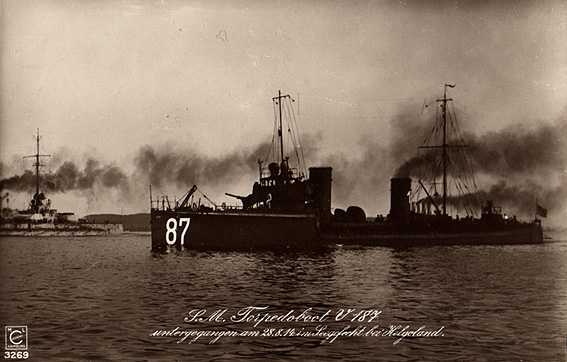
水雷艇 V 187

そうこうしている間にキイス代将は、駆逐艦ラーチャーが増援部隊として到着したのに気が付く。しかし、彼は、援軍が来るという連絡を受けていなかったため、それをドイツ海軍の艦船と思ってしまった。ただ幸運な偶然のおかげで、さまざまなイギリスの艦船の間では、とんでもない誤解には至らなかった。そんな事態が10時少し前まで続き、間もなく誤認は払拭された。
イギリスの潜水艦E-6が間違って軽巡洋艦サウサンプトンに魚雷を発射、一本命中し軽損を与えた。同様に巡洋艦が敵艦の脇腹に衝角を撞きこもうとして失敗したりしている。さらに北方では、グーデナフ代将が、ティリットの艦隊の支援のために、巡洋艦ノッティンガムと巡洋艦ローストフトを派遣しようとしていた。この2隻は、途中偶々イギリスの艦艇に追撃されていたドイツの水雷艇V187に遭遇、それを9時10分頃、その圧倒的に優位な砲火でいとも容易く撃沈した。イギリス軍が生存者を救出している間に、小型巡洋艦シュテッテンが戦場に到着した。駆逐艦は、沈没し始めている艦とその生存者を乗せた救命ボートをそのままに遺棄して、立ち去るしかすべがなかった。イギリスの乗組員と僅かなドイツ側の生存者は、後にイギリスの潜水艦によって救助された。艦橋で最早監視の任務に就くことのないドイツ人将兵も、コンパスと糧食とを携えて、ヘリゴランドへ戻った。イギリス軍の前から退却した小型巡洋艦シュテッテンの報告によれば、通報艦ヘラ、並びに小型巡洋艦アリアドネもその哨戒任務の地点まで後退していた。

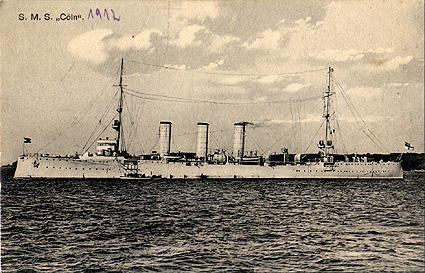
小型巡洋艦ケルン

ドイツ側の増援としては、ヴィルヘルムスハーフェンから小型巡洋艦ケルンが、エムスから小型巡洋艦シュトラスブルクが、出撃していた。
ティリットは、戦闘の合間に、分散した自艦隊の駆逐艦を組織しなおし、西の方向に反転させるのに活用した。この瞬間、小型巡洋艦シュトラスブルクが南西の方角から砲撃してきたが、偵察巡洋艦フィアレスと駆逐艦に行く手を遮られた。それに続き、小型巡洋艦ケルンも攻撃に参加したが、やはり同様に追い払われた。小型巡洋艦シュトラスブルクが改めて軽巡洋艦アリシューザに攻撃を始めてきた時、ティリットは、ビーティの巡洋戦艦に応援を依頼した。これは、機雷と潜水艦の危険があったにも拘らず、それを快諾した。幸い駆逐艦群が、シュトラスブルクを追い払うのに成功したが、駆逐艦の何隻かは小型巡洋艦マインツに激突した。11時50分頃、グーデイナフ代将が、巡洋艦隊を引き連れて戦場に現れた。これで、小型巡洋艦マインツは尻尾を巻いて逃げ出す所、ハリッチ艦隊の方向に反転してしまった。
これでドイツの巡洋艦の操舵は、偵察巡洋艦フィアレスからの着弾で麻痺し、マインツは最早身動きのできない状態に陥った。激しい海戦の挙句、ドイツ側は3隻の駆逐艦が破壊され、イギリス軍は、12時25分頃、戦闘不能となった艦船への砲火を停止し、生存者の救出を始めた。砲火を浴びせられた艦は、40分くらいの後に沈没した。生存者がビーティーの巡洋戦艦に移乗させられてきた時、彼は「勇敢なる将兵諸君、君たちを我が艦隊旗艦にお迎えできて誇りに思う」と挨拶した。
その間にも、小型巡洋艦ケルンとシュトラスブルクは、既に大きな損傷を受けていた軽巡洋艦アリシューザに攻撃を仕掛けていたが、アリシューザは、ビーティー中将の巡洋戦艦隊により救出された。遥かに強大なイギリスの巡洋戦艦を前にして、2隻の小型巡洋艦は戦場を離脱しようと試みた。小型巡洋艦ケルンは、直ちにかなりの被弾を受けていたが、13時頃小型巡洋艦アリアドネが救援に駆けつけ、漸くそこを逃れることができた。乗組員の一部は、後に小型巡洋艦ダンチヒに救助された。
小型巡洋艦シュトラスブルクが、霧のお蔭で窮地を逃れようとしている時（この艦は、さまざまな艦船から目撃されていたが、イギリスの艦船と見誤られたもの）、小型巡洋艦ケルンは、13時25分巡洋戦艦ライオンに見つかり、激しい戦闘の結果、撃沈された。シュトラスブルク乗組員は、1名しか救助されなかった。海戦はこれを以ってその幕を閉じた。小型巡洋艦シュテッテンと同シュトラルズントは、逃げ延びることに成功し、後になって戦闘に参加するべく到着したドイツの巡洋戦艦と合流した。大きな損傷を受けた軽巡洋艦アリシューザは、装甲巡洋艦ホーグによってイギリスまで曳航された。

## 海戦の終結
ヘルゴラント海戦は、イギリス側の明白な勝利に終った。ドイツ海軍は、3隻の軽巡洋艦・1隻の魚雷艇、1,200名以上の将兵を失ったが、イギリス側では、軽巡洋艦アリシューザが損傷を受けたに留まったからである。イギリス側の将兵の損失は、わずか35名に過ぎなかった。
この海戦は、ドイツの作戦の拙さを露呈させることになった。つまり、巡洋戦艦はイェーデの繋留地点から出撃のタイミングを逃したし、またそれぞれの艦艇が、個々に連携なしに戦闘に送り込まれるという戦術の拙さもこれに祟った。彼らはもちろんそのことに気づいていたにも係わらず、ドイツの艦船は、いつも後手に回ったのである。この敗北を見て、皇帝は、今後いかなる海戦も彼の裁可なしに遂行を許さないと厳命した。
イギリス人にとって、このドイツ海軍の水域における勝利は、参加した各艦隊の連携も不完全な形でしか機能しなかったものの、ドイツ軍のフランス侵攻を目の当たりにしている以上、ある意味心理的に重大な成果でもあった。